# نارين
نارين (بالقرغيزية:Нарын) هي مدينة من مدن قيرغيزستان ومركز مُقاطعة نارين أوبلاستي. يبلغ عدد سكانها 34,822 نسمة وذلك حسب إحصائيات سنة 2009. يبلغ ارتفاع المدينة عن سطح البحر قرابة 2044 متر. تقع المدينة على ضفتي نهر نارين ويُعتبر النهر أحد الروافد الرئيسية لنهر سيحون.
نهر نارين يقطع المدينة لنِصفين ويمُّر بخانق خلاب. وتحتوي المدينة على متاحف وفنادق لكن يطغى عليها الطابع السكني.

## نظرة عامّة
تقع نارين على الطريق الرئيسي لطريق الحرير ثم يمتد إلى الجنوب بالمناطق الأقل ارتفاعاً على مرتفعات قيرغيزستان إلى معبر تورغارت والصين. وحالياً هو معبر رئيسي بين قيرغيزستان والصين. يَقع بالمدينة إحدى ثلاث من الحرم الجامعي لجامعة آسيا الوسطى. الجامعة تأسست سنة 2000 من قِبل حكومات كازاخستان، وقيرغيزستان، وطاجيكستان وآغا خان الرابع.
تملك المدينة نادي للعبة باندي.

## عدد السكان
نارين هي عاشر مدينة في قيرغيزستان حسب عدد السُكان، وحسب التعداد السُكاني لسنة 2009 بلغ عدد سكان مدينة نارين إلى 34,226 نسمة.

## إنظر أيضاً
- ساحة دوربار كاتماندو

## أعلام
- ليونيد بليوشتش